# Il Tromba
Il Tromba è una serie a fumetti umoristica per adulti pubblicata in Italia dal 1975 al 1986.

## Storia editoriale
La serie venne ideata dall'editore Renzo Barbieri che ne scrisse anche le sceneggiature; venne disegnata da Gianni Pinaglia e da Eugenio Benni dello studio di Nicola Del Principe. La serie esordì nel 1975 edita fino al n. 12 dalla Geis e poi proseguita dalla Edifumetto, entrambi di Barbieri. La serie venne ristampata dal 1980 al 1987 nella collana Super il Tromba.

## Trama
Il protagonista è un militare di leva di Milano che presta servizio presso una caserma di Roma, Adriano Lentano, detto Il Tromba: di bell'aspetto e aitante, passa il periodo di ferma obbligatoria cercando di evitare compiti troppo gravosi e cercando di conquistare, riuscendoci molto spesso, giovani e belle ragazze. A differenza di altre serie del genere, questa ha un finale pubblicato nell'ultimo numero, il 144 del 1986, nel quale il protagonista conclude il servizio di leva e torna a casa a Milano per iniziare l’attività di pony express.